# 普德纳 (洛特-加龙省)
普德纳（法語：Poudenas）是法国洛特-加龙省的一个市镇，属于内拉克区（Nérac）梅赞县（Mézin）。该市镇总面积17.24平方公里，2009年时的人口为247人。

## 人口
普德纳人口变化图示